# 米特山
47°32′57″N 12°37′43″E / 47.54917°N 12.62861°E

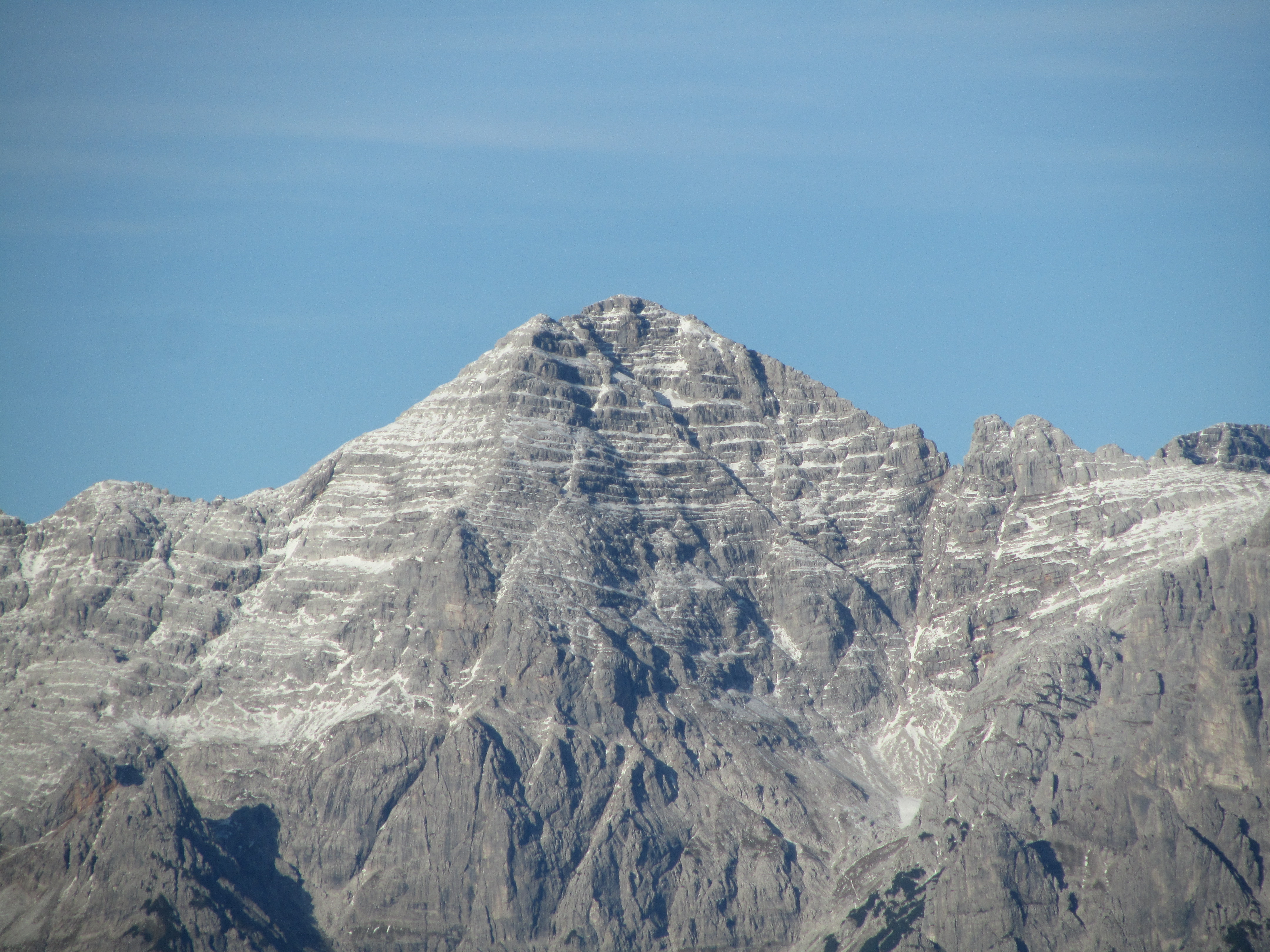

米特山（德語：Mitterhorn），是奧地利的山峰，位於該國西部，處於蒂羅爾州和薩爾茨堡州接壤的邊界，屬於洛弗山脈的一部分，距離大奧克森山2.7公里，海拔高度2,506米。